# Planell dels Espinaus
El Planell dels Espinaus és una plana de muntanya del terme municipal de la Torre de Cabdella, a l'antic terme de Mont-ros, al Pallars Jussà.
Està situat al nord-est del poble de Mont-ros, a la dreta del barranc del Ban. Està situat sota el Planell de Sant Roc, al sud-est de la Font de Sant Roc.